# Rasm ad-Dahirijja
Rasm ad-Dahirijja (arab. رسم الضاهرية) – wieś w Syrii, w muhafazie Hama. W 2004 roku liczyła 469 mieszkańców.